# Dušan Avsec
Dušan Avsec, slovenski inženir elektrotehnike, strokovnjak za mehaniko, hidromehaniko in preiskavo materialov, * 22. februar 1905, Ljubljana, † 31. oktober 1989, Ljubljana.

## Življenje in delo
Po diplomi 1930 na ljubljanski Tehniški fakulteti se je v letih 1933−1940 izpopolnjeval na pariški Sorboni in raziskoval v strokovni komisiji pri francoskem ministrstvu za letalstvo. Leta 1939 je v Parizu doktoriral iz fizikalnih znanosti; nato je postal docent, 1951 pa redni profesor na Tehniški fakulteti v Ljubljani, kasneje pa na Fakulteti za elektrotehniko v Ljubljani. Od 1953 je bil predstojnik Inštituta za tehnično mehaniko; 1956-1957 dekan Tehniške fakultete, 1967-1969 dekan Fakultete za elektrotehniko v Ljubljani. Od 1960 je bil predstojnik laboratorija za preiskavo materiala in opravil več kot 20 raziskav, ki so zahtevale iskanje posebnih preiskovalnih metod in konstrukcijo izvirnih aparatov. Strokovne članke je v letih 1936−1940 objavljal v Parizu, kasneje pa v domovini in tudi tujini. Je zaslužni profesor Univerze v Ljubljani.